# 黄景仁
黄 景仁（こう けいじん、乾隆14年（1749年） - 乾隆48年（1783年）4月25日）は、中国清代中期の詩人。字は仲則（ちゅうそく）、号は鹿菲子。常州府陽湖県の出身。父は黄之掞。北宋の詩人黄庭堅の末裔にあたる。

## 略歴
年若い頃から文才は世間に知られていたが、官途を志して科挙に応じたものの、郷試に及第しなかった。科挙の及第をあきらめた後、大官の客人や幕僚として一生を過ごした。乾隆48年4月25日、借金取りに追われた逃避行の末、旅先の解州安邑県の河東塩運使の沈業富の官舎で病死した。

## 著名な作品
- 詩集『両当軒集』
- 雑感
- 少年行
- 偕王秋塍張鶴柴訪菊法源寺
- 別老母